# Transit de Mercure de 2016
Un transit de Mercure devant le Soleil visible depuis la Terre s'est produit le 9 mai 2016.